# Temple Terrace
Temple Terrace es una ciudad ubicada en el condado de Hillsborough en el estado estadounidense de Florida. En el Censo de 2010 tenía una población de 24.541 habitantes y una densidad poblacional de 1.332,68 personas por km².

## Geografía
Temple Terrace se encuentra ubicada en las coordenadas 28°2′43″N 82°22′40″O / 28.04528, -82.37778. Según la Oficina del Censo de los Estados Unidos, Temple Terrace tiene una superficie total de 18.41 km², de la cual 17.73 km² corresponden a tierra firme y (3.7%) 0.68 km² es agua.

## Demografía
Según el censo de 2010, había 24.541 personas residiendo en Temple Terrace. La densidad de población era de 1.332,68 hab./km². De los 24.541 habitantes, Temple Terrace estaba compuesto por el 68.04% blancos, el 19.53% eran afroamericanos, el 0.44% eran amerindios, el 5.45% eran asiáticos, el 0.07% eran isleños del Pacífico, el 3.3% eran de otras razas y el 3.17% pertenecían a dos o más razas. Del total de la población el 14.66% eran hispanos o latinos de cualquier raza.